# Shoreacres
Shoreacres – miasto w Stanach Zjednoczonych, w stanie Teksas, w hrabstwie Harris, nad zatoką Galveston.